# Экдаль, Ингер
Ингер Вивика Августа Экдаль (швед. Inger Vivica Augusta Ekdahl; 7 февраля 1922, Истад — 15 марта 2014, Мальмё) — шведская художница, одна из первых представительниц абстрактной живописи.

## Биография и творчество
Ингер Экдаль родилась в 1922 году в Истаде, в семье военного. В течение некоторого времени она работала в адвокатском бюро. В 1943 году Ингер вышла замуж за художника Эрика Ульсона и, несмотря на неодобрение родителей, приняла решение стать художницей. С 1944 по 1946 год она посещала художественную школу Исаака Грюневальда в Стокгольме, а также училась у Отте Шёльда. В 1947 году художница с мужем поселились в Цюрихе, а в 1948 году состоялась их совместная выставка в Вероне. Во время пребывания в Италии на обоих супругов произвели большое впечатление абстрактные композиции Альберто Маньелли.
В начале 1950-х годов Ингер и Эрик приехали в Париж. Они познакомились со скульптором Жаном Арпом и художником Виктором Вазарели; кроме того, Ингер заинтересовало творчество Казара Домела и Мишеля Сёфора. Под их влиянием художница окончательно склонилась к абстракции, и её работы в этом стиле получили благоприятные отзывы критики. Позднее она экспериментировала с различными техниками, покрывая холсты белой, синей или чёрной краской и
давая лаку свободно стекать по ним, в результате чего возникали спонтанные «космические» образы.
Вернувшись в Стокгольм, Ингер Экдаль и Эрик Ульсон поселились в квартире, которая одновременно была их мастерской. В этот период Ингер создавала картины методом разбрызгивания краски, нанося затем новый слой поверх застывшего. Ингер Экдаль, вместе с такими её современниками, как Руне Хагберг, Теа Экстрём, Эдди Фигге и Руне Янссон, называли «спонтанными» художниками, поскольку их произведения создавались отчасти непредсказуемым образом, по воле случая. В 1959 году состоялась совместная выставка Экдаль с Руне Хагбергом, а в 1958 году стокгольмский Музей современного искусства приобрёл одну из её картин. В 1960-х — 1970-х годах Ингер Экдаль создавала работы с повторяющимися геометрическими формами и экспериментировала с оптическими иллюзиями. В сходном направлении в тот же период работала её соотечественница Барбро Эстлин.
Ингер Экдаль умерла в 2014 году и была похоронена в Мальмё. Её картины были переданы в Музей искусств в Истаде. С 2015 года для художников, работающих в том же направлении, что Ингер Экдаль и Эрик Ульсон, существует стипендия их имени (Eric och Inger Olson-Ekdahls stipendium).